# 程璜
程璜（？—？），东汉宦官。
永建元年（126年），司隶校尉虞诩上奏弹劾中常侍程璜、陈秉、孟生、李闰等。光和元年（178年），蔡邕的叔父卫尉蔡质又和将作大匠阳球有怨，阳球的妾是中常侍程璜的女儿。程璜便唆使别人用匿名信诬告蔡邕、蔡质叔侄。光和二年（179年），阳球参与反对曹节的密谋。曹节等人得知後，厚礼贿赂程璜，并且威胁他。程璜恐惧，就把阳球等人的密谋全都告诉了曹节。十月十四，汉灵帝将刘郃、陈球、阳球逮捕下狱，都在狱中处死。